# Orthogonia basimacula
Orthogonia basimacula là một loài bướm đêm trong họ Noctuidae.